# Pangalay

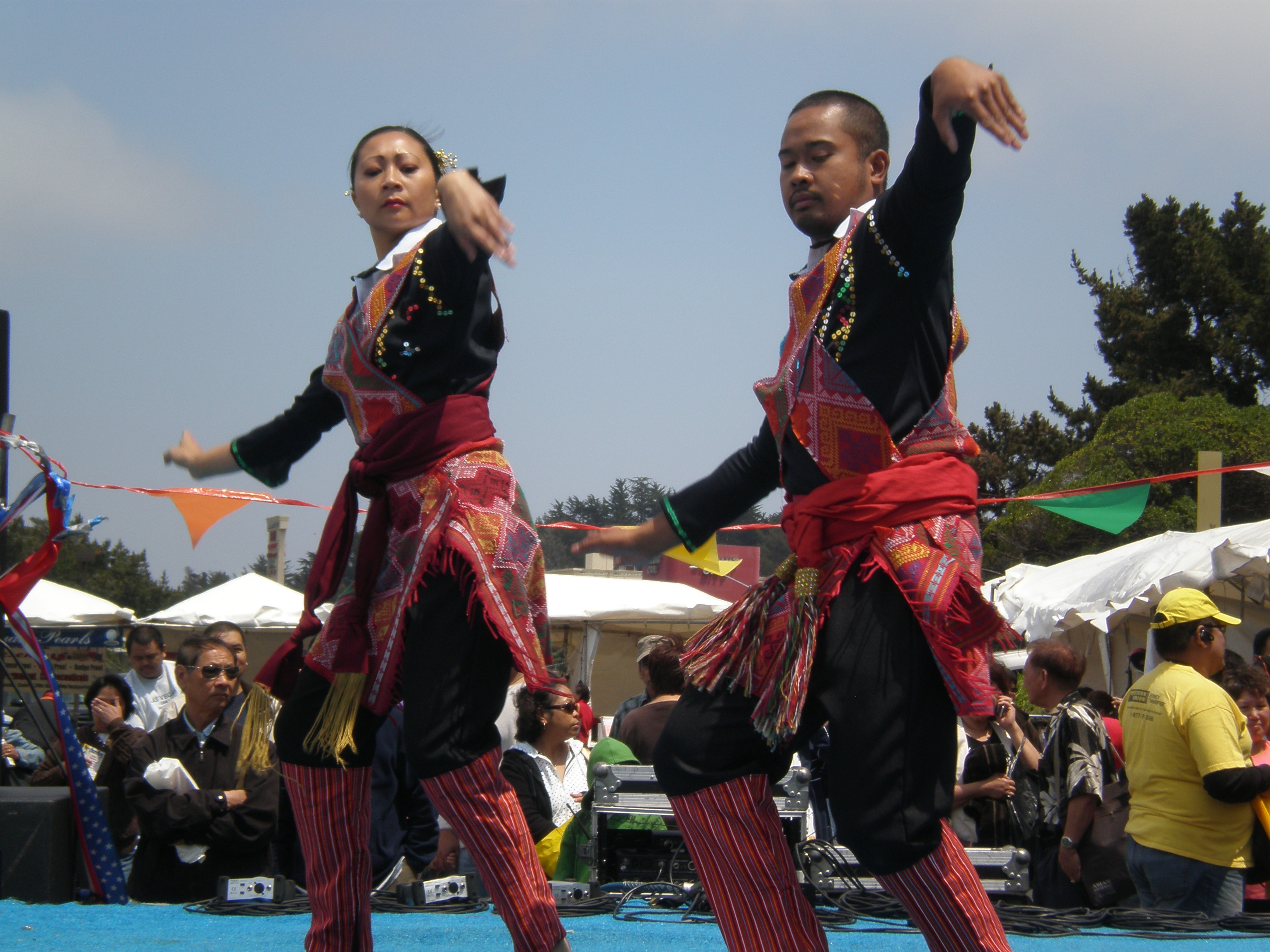
Spectacle de pangalay à l'occasion de la 14e célébration annuelle de l'amitié philippino-américaine au Serramonte Center de Daly City, en Californie.

Le Pangalay (aussi nommé Daling-Daling ou Mengalai à Sabah) est une danse traditionnelle du peuple Tausūg de l'archipel de Sulu et de la côte orientale Bajau de Sabah. Il se pratique avec de longs ongles,.
De toutes les danses du sud des Philippines, elle est considérée comme la plus « asiatique » : les danseurs doivent faire preuve de dextérité et de flexibilité au niveau des épaules, des coudes et des poignets. Ses mouvements ressemblent à ceux de « kontaw silat », un art de combat. L'art malaisien de Buah Pukul appartient au silat malgré son origine du Yunnan. Kuntao signifie littéralement « chemin du poing » (de kun拳, poing et tao道, voie). À l'origine, ce terme est utilisé pour l'ensemble des arts martiaux chinois.
Le Pangalay est principalement pratiqué lors de mariages ou d'autres événements festifs.
Aux Philippines, les peuples Samal et Bajau, voisins, nomment ce type de danse Umaral ou Igal. Parfois, les longs ongles sont remplacés par des castagnettes de bambou.
Les origines du pangalay se fondent sur le concept pré-islamique et bouddhiste de personnages d'anges mâle et femelle.

## Pakiring et musique d'accompagnement
Une variante de cette danse appelée Pakiring est pratiquée par les habitants de Mindanao, Sulu et Sabah. Les danseurs imitent les mouvements des papillons. Il est également appelé kendeng-kendeng par les locuteurs tagalog de la région de Luçon centrale.
Partout aux Philippines, la danse est souvent accompagnée d'un chant folklorique nommé Kiriring Pakiriring, en langue sama. Il est originaire de Simunul, où vivent les locuteurs Sama. Dans les années 1990, il est enregistré sous le titre de Dayang Dayang, ce qui contribue à sa notoriété. Ce nom provient peut-être de Hadj Dayang Dayang Piandao, la première dame de Sulu, le mot dalay-dalay étant un titre donné seulement aux belles-filles du Sultan,, Aux Philippines, la version enregistrée est plus célèbre que les versions antérieures.